# Estoril Open 2007
Estoril Open 2007 - чоловічий і жіночий тенісний турнір, що проходив на відкритих кортах з ґрунтовим покриттям Національного стадіону в Оейраші (Португалія). Це був 18-й за ліком Estoril Open серед чоловіків і 11-й - серед жінок. Належав до серії International в рамках Туру ATP 2007, а також до турнірів 4-ї категорії в рамках Туру WTA 2007. Тривав з 30 квітня до 6 травня 2007 року.

## Фінальна частина

### Одиночний розряд, чоловіки
Новак Джокович —  Рішар Гаске, 7–6(9–7), 0–6, 6–1

### Одиночний розряд, жінки
Грета Арн —  Вікторія Азаренко, 2–6, 6–1, 7–6(7–3)

### Парний розряд, чоловіки
Марсело Мело /  Андре Са —  Мартін Гарсія /  Себастьян Прієто, 3–6, 6–2, [10–6]

### Парний розряд, жінки
Андрея Ехрітт-Ванк /  Анастасія Родіонова —  Лурдес Домінгес Ліно /  Аранча Парра Сантонха, 6–3, 6–2